# Gerhard Kovasits
Gerhard Kovasits (* 6. Mai 1953; † 7. April 2016) war ein österreichischer Politiker (FPÖ) und Kriminalbeamter. Kovasits war von 2010 bis zu seinem Tod Abgeordneter zum Burgenländischen Landtag.

## Leben
Kovasits erlernte nach dem Besuch der Volks- und Hauptschule den Beruf des Malers und Anstreichers und absolvierte in der Folge die Polizeischule und den Kriminalbeamtenüberleitungskurs. Kovasits war ab 1978 beruflich als Kriminalbeamter tätig.
Kovasits lebte in Bruckneudorf. Er war geschieden und Vater einer Tochter und eines Sohnes. Kovasits erlag im April 2016 einem Krebs-Leiden. Er wurde in Kaisersteinbruch beigesetzt.

## Politik
Im politischen Bereich war Kovasits als Präsident des Freiheitlichen Gemeindevertreterverbandes aktiv, ab 1997 war er zudem Gemeinderat in Bruckneudorf und ab Oktober 2008 FPÖ-Bezirksobmann im Bezirk Neusiedl am See. Zudem hatte er die Funktion des Landesparteiobmann-Stellvertreters inne. Kovasits kandidierte bei der Landtagswahl im Burgenland 2010 auf Platz 1 des FPÖ-Kreisvorschlages für den Landtagswahlkreis Neusiedl am See und auf Platz 3 des FPÖ-Landeswahlvorschlages. Er zog in der Folge über ein Restmandat des Landeswahlvorschlages in den Landtag ein und wurde am 24. Juni 2010 als Abgeordneter angelobt. Kovasits war FPÖ-Bereichssprecher für Arbeitnehmer, Feuerwehr, Kommunale Angelegenheiten, Infrastruktur, Kultur, Landwirtschaft, Senioren, Tourismus, Umwelt und Wohnbau.